# 峯岸孝哉
峯岸 孝哉（峰岸孝哉、みねぎし こうさい、1933年9月20日 - 2016年9月15日）は、日本の仏教学者。駒澤大学名誉教授。専門は禅学。

## 来歴
群馬県藤岡市の泉通寺住職・峯岸順應師の三男として生れる。1957年駒澤大学仏教学部卒業。1959年同大学大学院修士課程修了。同年、曹洞宗宗学研究所研究員（1959年～1964年3月および1969年4月～1973年3月）。1964年3月、駒澤大学学生寮寮監。のち学生部課長を経て、1967年に専任講師。助教授、教授に就任。2004年に定年退職、名誉教授。小坂機融は大学の同級生。
2016年9月15日午後3時半、慢性腎不全のため横浜市保土ケ谷区の病院で死去、82歳。

### 論文
- 峯岸孝哉「「正法眼蔵随聞記」について」『宗学研究』第3号、曹洞宗総合研究センター、1961年3月、ISSN 02881683、NAID 40001681717。
- 峯岸孝哉「「正法眼蔵」に於ける心について」『宗学研究』第4号、曹洞宗総合研究センター、1962年3月、ISSN 02881683、NAID 40001681696。
- 峯岸孝哉「心解釈における二三の問題:特に「正法眼蔵」を中心として」『宗学研究』第5号、曹洞宗総合研究センター、1963年4月、ISSN 02881683、NAID 40001681671。
- 峯岸孝哉「「正法眼蔵抄」について:特にその成立に関する問題点について」『宗学研究』第6号、曹洞宗総合研究センター、1964年4月、ISSN 02881683、NAID 40001681746。
- 峯岸孝哉「宗学研究〔曹洞宗〕についての一私見」『宗学研究』第14号、曹洞宗総合研究センター、1972年3月、55-69頁、ISSN 02881683、NAID 40001683048。
- 峯岸孝哉「「正法眼蔵」のデータベース化と問題の2,3」『宗学研究』第32号、曹洞宗総合研究センター、1990年3月、265-269頁、ISSN 02881683、NAID 40001682538。